# 饒波川
饒波川（のはがわ）は、沖縄本島南部を西流する国場川水系の支流で、二級河川（二級河川指定区域は下流の5.2km）。河口の漫湖は沖縄最大の干潟で、ラムサール条約による湿地保全区域にも登録されている。

## 地理
南城市（旧・大里村域）の大里城址北部に発し、島尻郡の丘陵地帯を屈曲しながら概ね西流。豊見城市中部の高安橋付近から北流へ転じ豊見城城址の東をかすめて、国場川が膨らんだ漫湖に注ぐ。
短い河川だが、合流した後の国場川と併せて沖縄本島南部をほぼ横断している。また上流域は森林地帯、中流域は畑作・畜産地帯、下流域は那覇市のベッドタウン（市制施行までの旧・豊見城村は日本一人口が多い村だった）と、沿岸の光景も変化に富む。平坦な丘陵地をくねりつつ流れ、支流も少ないため、河川延長の割に流域面積が狭い。
中流部で沖縄県道249号東風平豊見城線が、下流部で沖縄県道11号線が並行する。また漫湖に注いだところを国道329号（那覇東バイパス）がとよみ大橋で跨いでいる。

## 流域の自治体
沖縄県
南城市、島尻郡南風原町、八重瀬町、糸満市、豊見城市

## 主な支流
- 轟川（普通河川）
- 根差部川（普通河川）

## 流域の観光地
- 豊見城総合公園
- 豊見城城跡公園